# 愛を叫べ
『愛を叫べ』（あいをさけべ）は、日本の男性アイドルグループ・嵐の通算47枚目となるシングル。2015年9月2日にジェイ・ストームから発売された。

## 解説
本作は通常盤と初回限定盤があり、初回限定盤には20ページの歌詞ブックレットと、「愛を叫べ」のビデオクリップとメイキング、「愛を叫びたくなる振付ビデオ」、「JAL 2015 特別塗装機お披露目会」を収録されたDVDが付属となっている。また、ジャケットのメインビジュアルは初回限定盤と通常盤とで異なる。

## チャート成績
2015年9月1日付のオリコンデイリーランキングで24.2万枚を売り上げて、デイリー1位を獲得した。
2015年9月14日付のオリコン週間ランキングで初週46.3万枚を売り上げ、初登場1位を獲得した。累計売上は53万枚。これによりシングルの首位獲得は「PIKA★★NCHI DOUBLE」から36作連続、通算43作となった。

## 収録曲

### CD

#### 通常盤
1. 愛を叫べ
作詞・作曲：100+
編曲：100+, 佐々木博史
  - リクルート「ゼクシィ」CMソング[7]

軽快なパーティ・ロックンロール・チューンになっている[8]。
桑田佳祐（サザンオールスターズ）はこの曲を「曲もビーチボーイズみたいで素晴らしいが、いい曲を歌いこなすメンバーがすごい」と絶賛しており、自身のラジオ番組『桑田佳祐のやさしい夜遊び』内の企画「桑田佳祐が選ぶ2015年邦楽シングルBEST20」で6位にランクインしている[9]。
2. It's good to be bad
作詞：Shigeo, eltvo
作曲：Didrik Thott, Octobar
編曲：Octobar
3. ユメニカケル
作詞：古川貴浩, 小川貴史, John World
作曲：古川貴浩
編曲：ha-j
  - 大野智出演 JAL「FLY to 2020」キャンペーンソング[4]
  - JAL「がんばろう日本！2020」CMソング[10]
4. I say
作詞：みうらともかず
作曲：sk-etch, BERT, ROLF
編曲：sk-etch
5. 愛を叫べ（オリジナル・カラオケ）
6. It's good to be bad（オリジナル・カラオケ）
7. ユメニカケル（オリジナル・カラオケ）
8. I say（オリジナル・カラオケ）

#### 初回限定盤
1. 愛を叫べ
2. ユメニカケル
3. Mr. Lonely
作詞：Pink Wolf, Trevor Ingram,
作曲：Trevor Ingram, Kanata Okajima, Stephen Rudden
編曲：Trevor Ingram, A.K.Janeway
4. 愛を叫べ（オリジナル・カラオケ）
5. Mr. Lonely（オリジナル・カラオケ）

### DVD
※初回限定盤のみ
1. 「愛を叫べ」ビデオ・クリップ＋メイキング
2. “愛を叫びたくなる” 振付ビデオ
3. JAL 2015 特別塗装機 お披露目会見映像

## 収録アルバム
- Are You Happy?（#1）
- 5×20 All the BEST!! 1999-2019（#1）
- ウラ嵐BEST 2012-2015（初回限定盤#3, 通常盤#2 - 4）

## 映像作品
愛を叫べ
- ARASHI BLAST in Miyagi
- ARASHI LIVE TOUR 2015 Japonism
- ARASHI LIVE TOUR 2016-2017 Are You Happy?
- ARASHI Anniversary Tour 5×20（ファンクラブ会員限定盤）

ユメニカケル
- ARASHI BLAST in Miyagi
- ARASHI LIVE TOUR 2015 Japonism
- アラフェス2020 at 国立競技場